# Lancia Stratos
El Lancia Stratos HF (Tipo 829), más ampliamente conocido como Lancia Stratos, es un automóvil deportivo y de carreras, específicamente para los rallys, de motor central-trasero y tracción trasera, producido por la marca italiana Lancia, del cual solamente se fabricaron 492 unidades.
Triunfó en los rallys en las décadas de 1970 y 1980 y fue especialmente diseñado para esta competición. Ganó el Campeonato Mundial de Rally en 1974, 1975, 1976 de manera consecutiva, a las manos de Sandro Munari.

## Historia

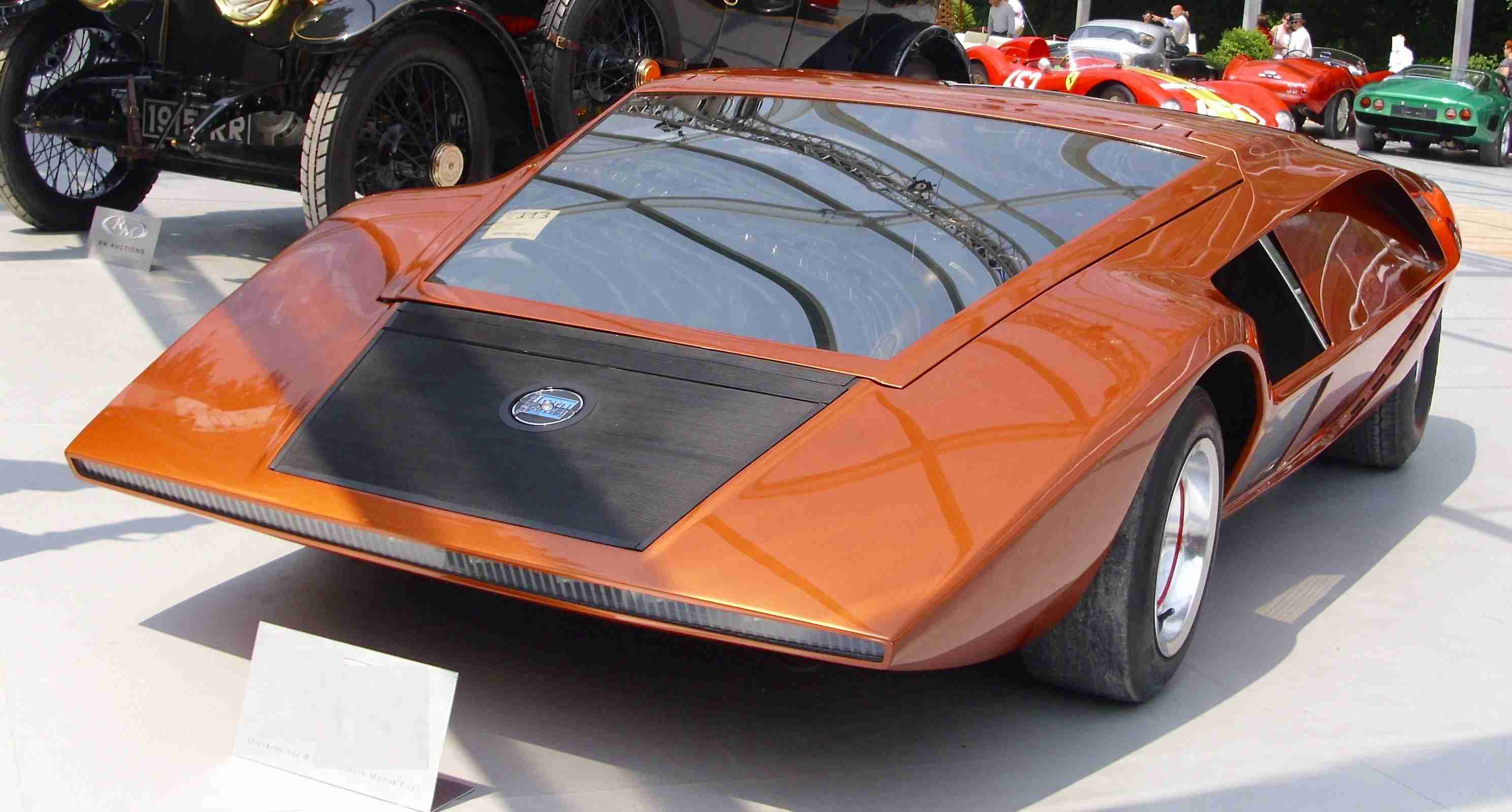
Prototipo de 1970 del Lancia Stratos Zero Concept

La inspiración para el desarrollo del Lancia Stratos Zero Concept de rally, fue el prototipo desarrollado por Bertone para Lancia, que fue mostrado al público en el Salón del Automóvil de Turín de 1970. El futurista y radical diseño, fue fruto de un intenso esfuerzo en el túnel de viento para reducir al mínimo posible el coeficiente aerodinámico, produciendo Lancia un vehículo que más parecía sacado de una película de ciencia ficción que de la realidad. De hecho, el coche fue llamado Stratos porque por su aspecto recordó a uno de los diseñadores a algo venido de la estratosfera.
El coche mostrado en el Salón era un prototipo con monochasis tubular, construido mediante una combinación de laminas metálicas en el centro de la sección, y fibra de vidrio reforzada en las puertas, los pilares frontal y trasero y en la carrocería.
El motor y la suspensión trasera iban montados sobre una subestructura realizada en acero. El bajo coeficiente de resistencia aerodinámica fue logrado gracias a un exterior muy liso, sin nervios o curvas que impidiesen el flujo del aire, y un morro muy anguloso con faros escamoteables.
El responsable deportivo de Lancia en aquella época era Cesare Fiorio. Su equipo de Lancia Fulvia había sido usado con gran éxito en rallys hasta 1966, pero de ese año a esta parte, habían perdido protagonismo debido a coches con los que competían marcas como Porsche o Alpine-Renault. El diseño del Stratos hizo volar la imaginación de Fiorio. Se imaginó el prototipo siendo convertido en el nuevo coche de competición de Lancia. Fiorio jamás se imaginó que ese sueño se convertiría en uno de los más grandes coches de competición de todos los tiempos.

### Homologación

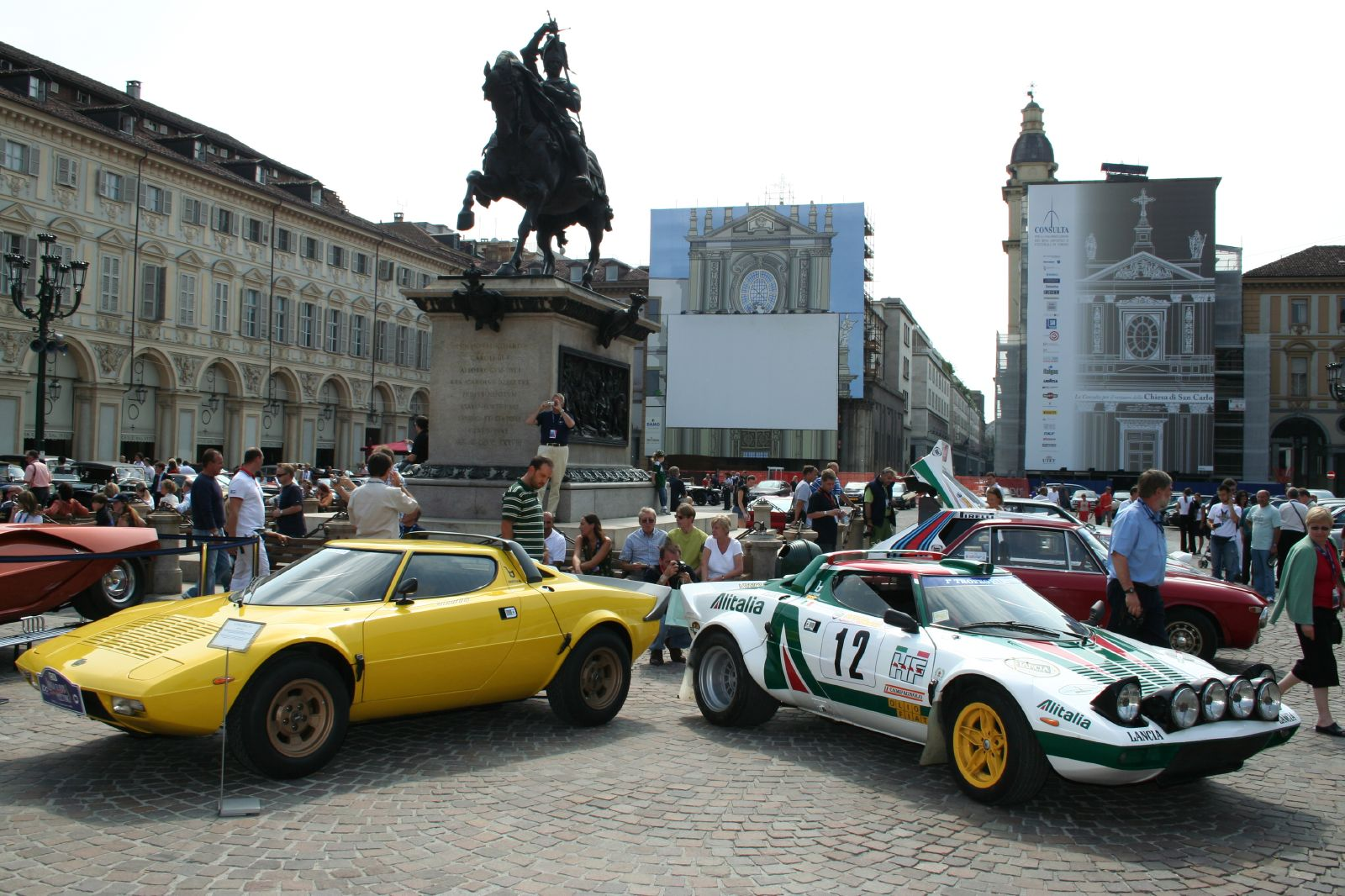
Lancia Stratos HF Stradale junto con la versión de carreras

Hasta entonces, los rallys estaban dominados por coches de competición, pero tomados sobre la base de vehículos que existían en la cadena de montaje para unos clientes convencionales. Nadie había considerado antes la idea de producir un vehículo exclusivamente para la competición.
Las reglas del campeonato mundial de rally exigían un mínimo de 500 unidades fabricadas para poder homologar y admitir un vehículo en competición, aunque durante el período de fabricación del Stratos ese número fue reducido de 500 a 400 unidades. La FIA pensó que tan alto número de coches necesarios para la homologación podía echar para atrás a más de un fabricante y que tal vez llegase un momento en que el campeonato se quedara sin participantes, así que rebajó la cantidad.
El Stratos fue el primer coche que se acogió a la nueva homologación que permitió en ese momento que el campeonato en un futuro fuese monopolizado por los Grupos B de los años 80, que pronto fueron prohibidos por ser coches muy rápidos y demasiado peligrosos.
Teniendo siempre presente la posición central del motor y, con una hoja en blanco, sin el condicionante añadido de tener que hacer un coche para vender al público, Fiorio comenzó a rediseñar el Stratos para pasarlo de prototipo a coche de competición, lo primero de todo era conseguir un motor lo suficientemente potente.

### Diseño y presentación

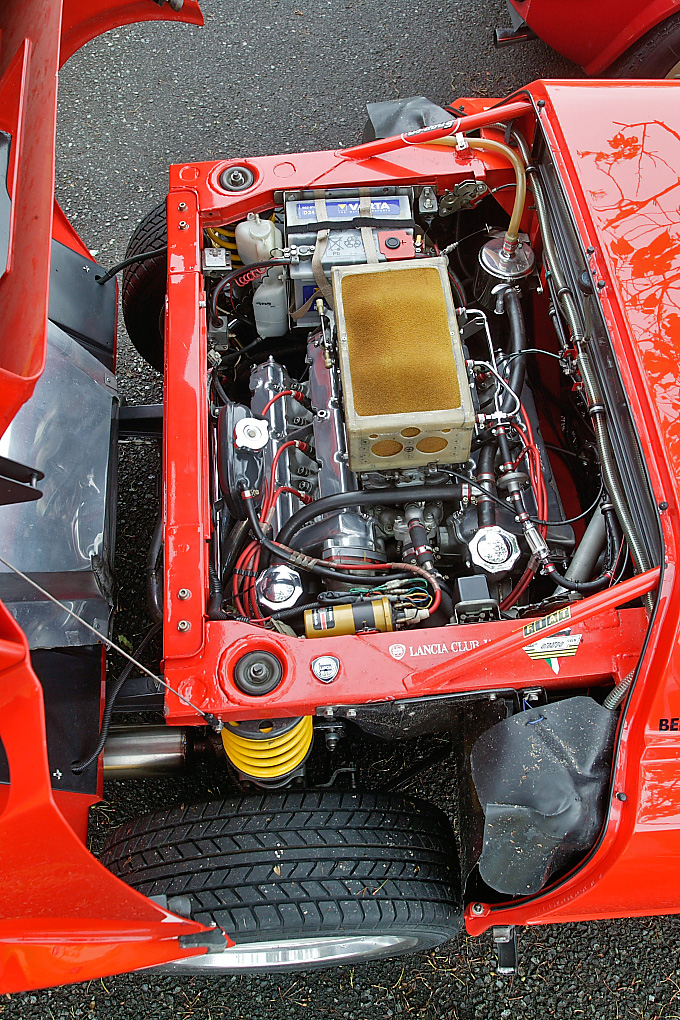
Motor V6 Ferrari Dino en el Lancia Stratos HF

La carrocería fue diseñada por Marcello Gandini de Bertone basándose en un prototipo del Salón del Automóvil de Turín de 1971. Destacaba por su forma de cuña, su corta longitud y su gran anchura, que le daban mayor tracción. El parabrisas delantero con forma de media luna proporcionaba una gran visibilidad delantera, aunque la trasera era nula (innecesaria en un rally).
Lancia usaba en aquel momento el motor 1.6 V4, y Abarth había producido una versión de 2 litros. Pero en ese momento, FIAT se hizo con Lancia, lo que permitió a esta aprovecharse de pasar a ser también compañera de Ferrari. El hombre elegido en aquel momento por FIAT para hacerse cargo de Lancia fue Pierre Ugo Gobatto, quien hasta ese nombramiento había sido el hombre designado por FIAT para la gerencia de Ferrari, y que sabía de primera mano que debido a la reducción en la producción del Ferrari Dino 246, habían quedado muchos motores Ferrari sin coche en el que acoplarlos. Si el Ferrari Dino no hubiese sido retirado de la producción, posiblemente el Stratos jamás hubiese existido, ya que seguramente Enzo Ferrari hubiese considerado a este coche como una amenaza directa para el Dino, privándonos así de uno de los mitos de los años 70.
Gian Paolo Dallara, exdirector técnico de Lamborghini, creador entre otros de los modelos Miura y Espada, y Marcello Gandini, jefe de diseño de Bertone, trabajaron junto a Fiorio para convertir el prototipo en un coche de competición. El primer prototipo estuvo listo para su presentación en el Salón de Turín de 1971, pero aún estaba incompleto, y debía estar listo para hacer test antes de 1972. En el Salón de Turín de 1972, el nuevo Stratos, fue presentado.
Tenía instalado un motor V6 a 65º naturalmente aspirado, con bloque de fundición de hierro y cabezas de aleación ligera de 2419 cm³ (2,4 L), con un diámetro x carrera de 92,5 mm (3,64 plg) x 60 mm (2,36 plg), una distribución de doble (DOHC) árbol de levas a la cabeza y 2 válvulas por cilindro (12 en total), lubricación por cárter húmedo y una relación de compresión de 9.0:1, alimentado por triples carburadores Weber 40 IDF 28, que producía 190 CV (187 HP; 140 kW) a las 7000 rpm y un par máximo de 23 kg·m (226 N·m; 166 lb·pie) a las 4.000 rpm, con un régimen máximo (línea roja) de 7.800 rpm, que era el mismo que montaba el Ferrari Dino, acoplado a una transmisión manual de 5 velocidades, siendo perfeccionada aún más su mecánica durante el año siguiente. Durante todo este tiempo, el coche fue introducido en rallys que tuvieran una serie para prototipos, lo que permitió a Lancia hacer las pruebas necesarias para conseguir una perfecta puesta a punto.

### Producción
La producción comenzó en el año 1973, y se mantuvo hasta mediados del año 1974. Las carrocerías eran producidas por Bertone en su planta de Grugliasco, en los suburbios de Turín, para ser posteriormente acopladas al Stratos en la cercana planta de Lancia. A día de hoy aún se discute sobre el número exacto de Stratos que fueron fabricados. Los expertos mantienen que se fabricaron entre 450 y 492 coches, aunque desde Bertone se comenta que el número real de coches fabricados fue de 502 unidades. Al comienzo del auge del Grupo 4, las reglas requerían una producción de 500 unidades, pero como ya se ha comentado antes, en la época del Stratos ese número bajó a 400, siendo homologado el Stratos el día 1 de octubre de 1974. La versión final fabricada, difería algo de la original, principalmente en las tomas de aire del capó delantero, que pasaban a ser horizontales en vez de verticales.

## Competición

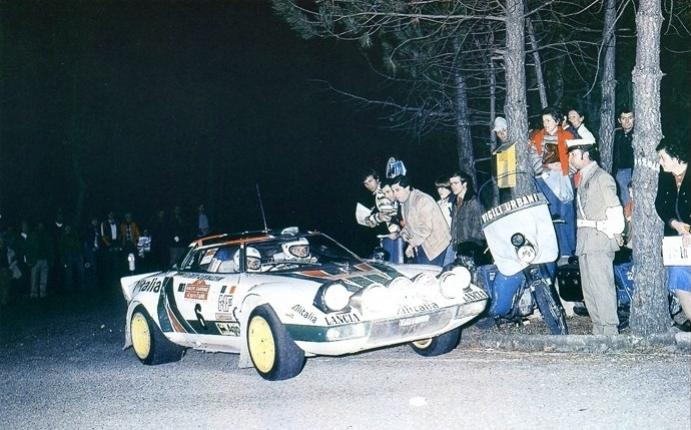
Pinto Bernacchini en el Rally de San Remo de 1976

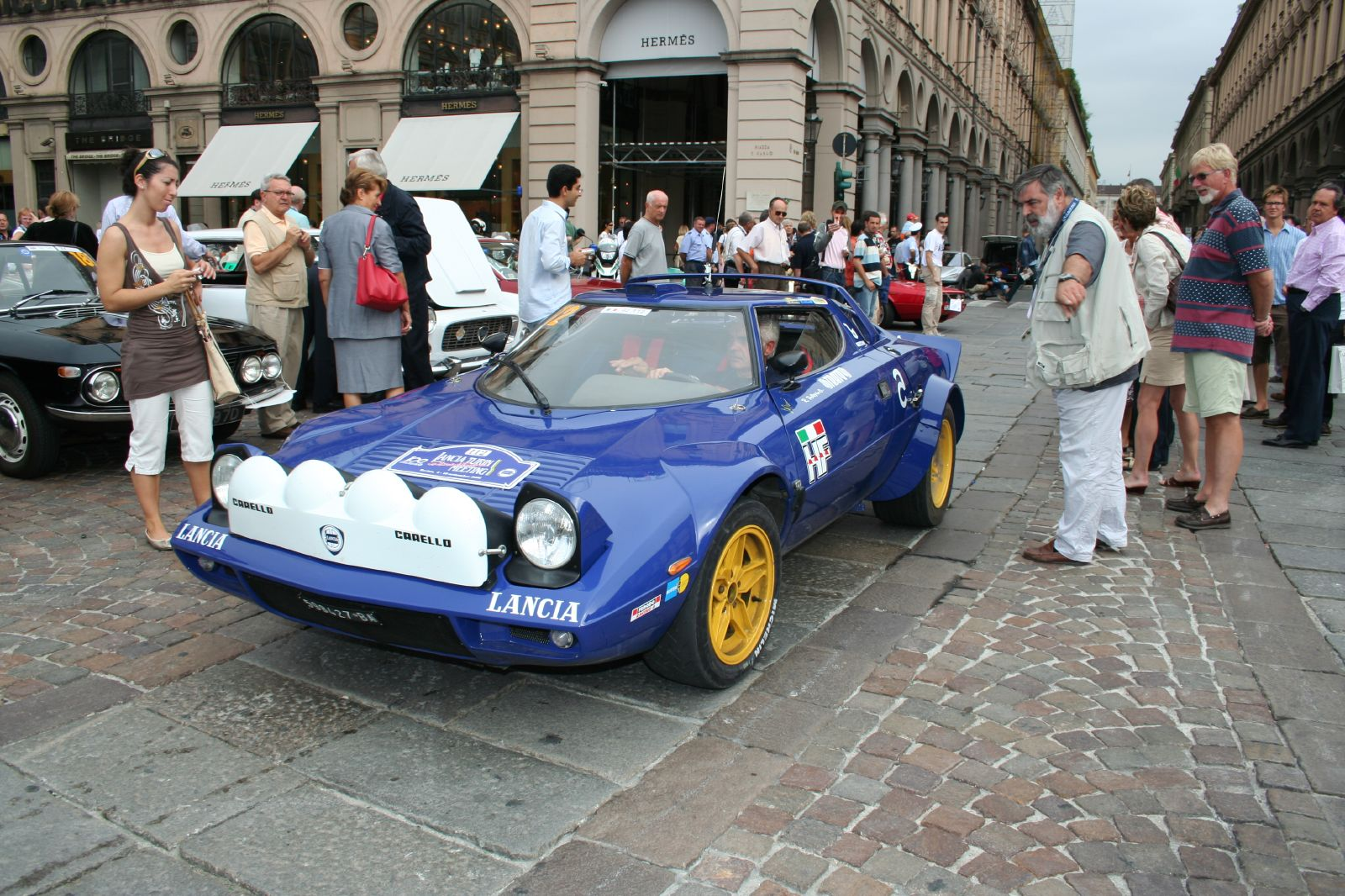
Lancia Stratos HF en las celebraciones del centenario de Lancia en Turín en 2006

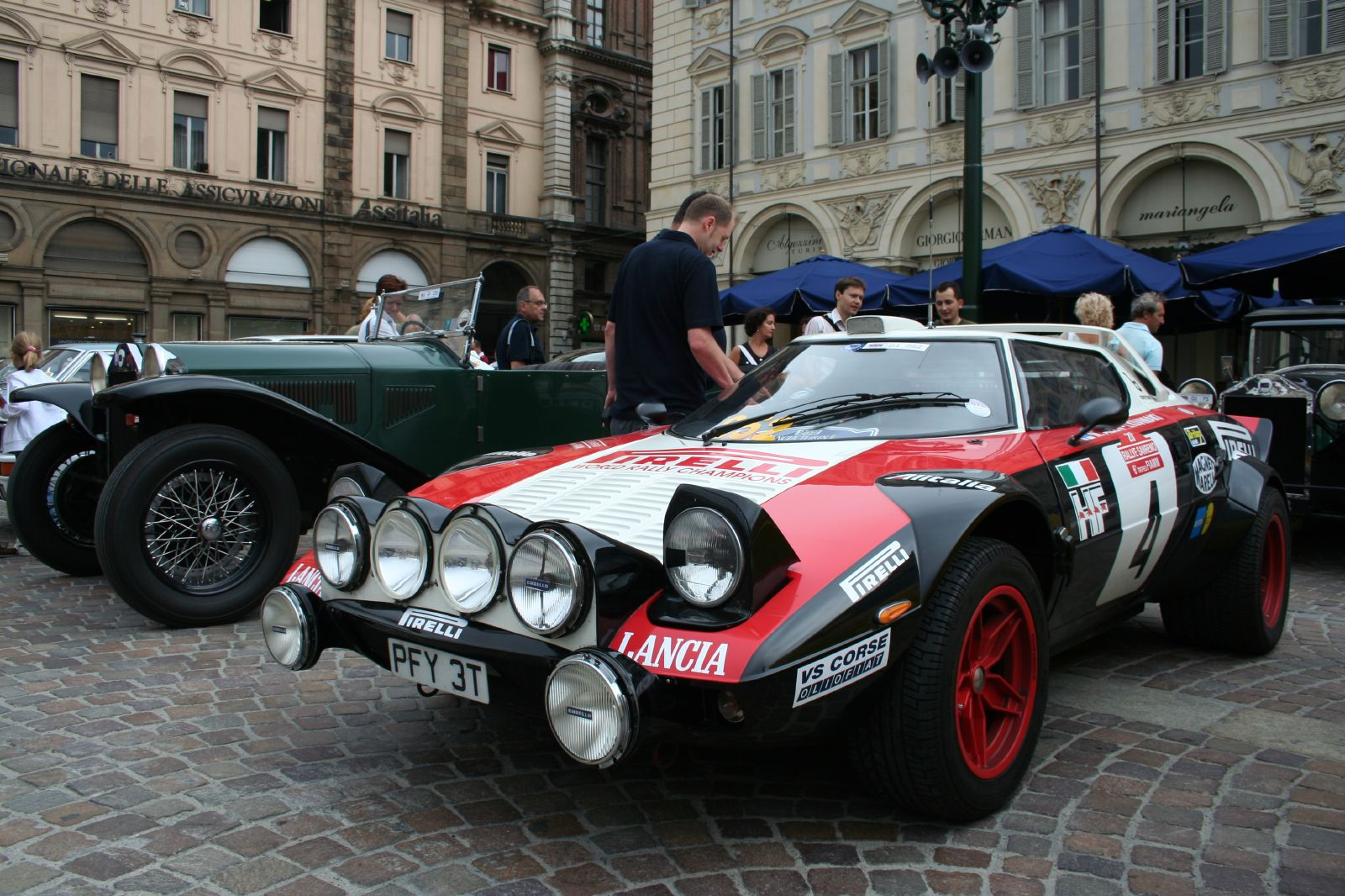
Réplica Británica Hawk HF

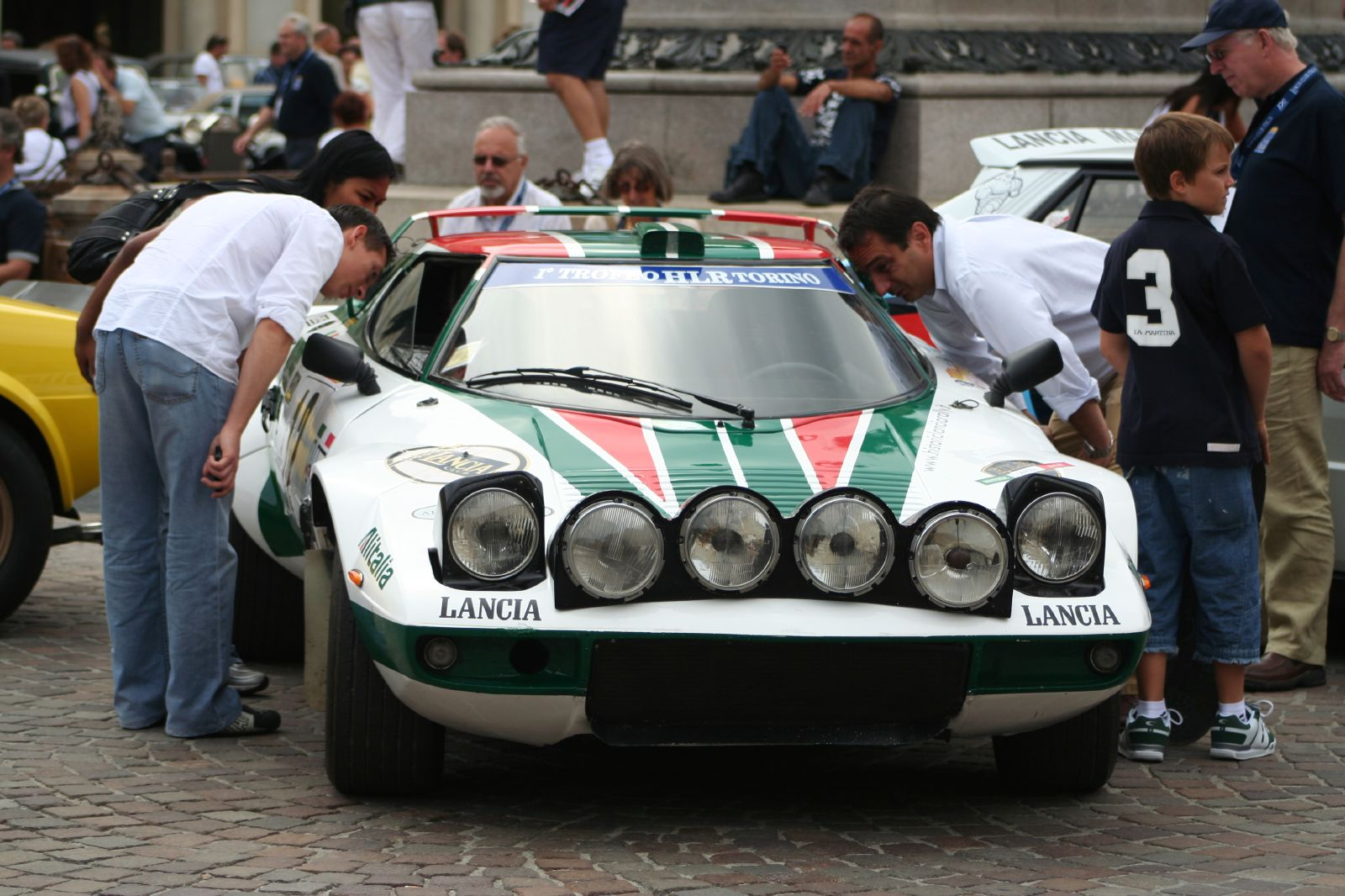
Con los colores de Alitalia

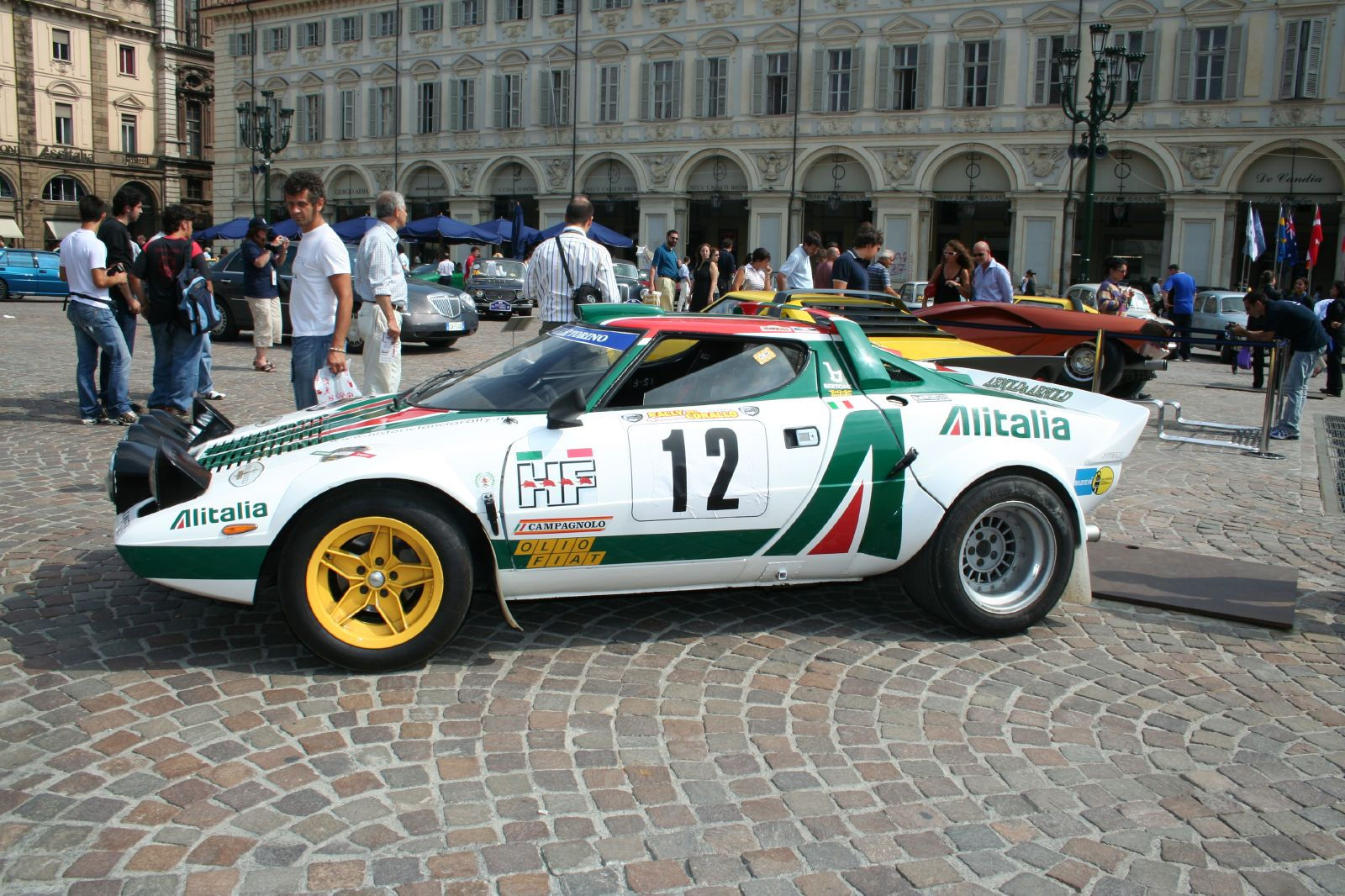
Vista de perfil izquierdo

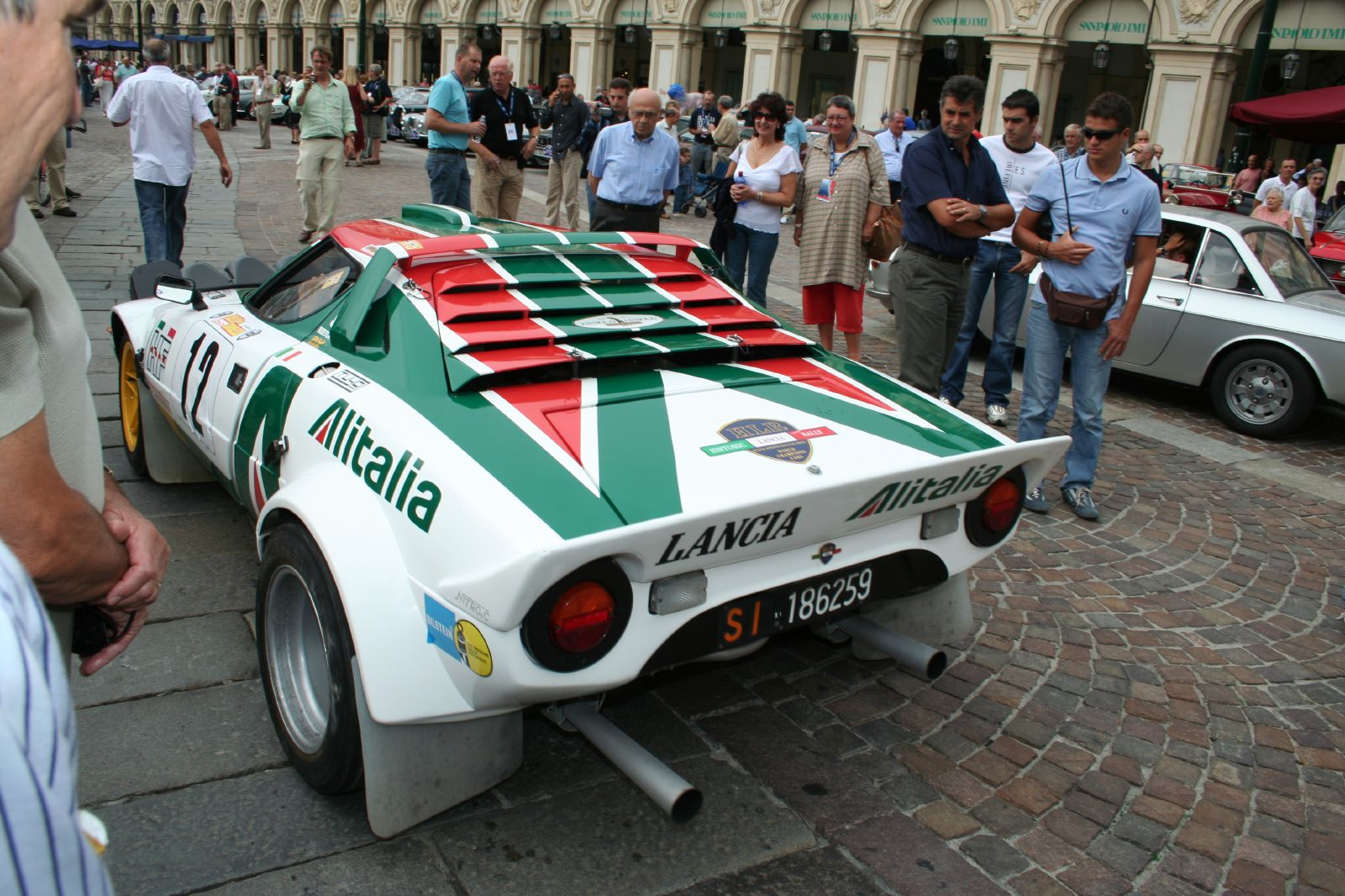
Vista trasera

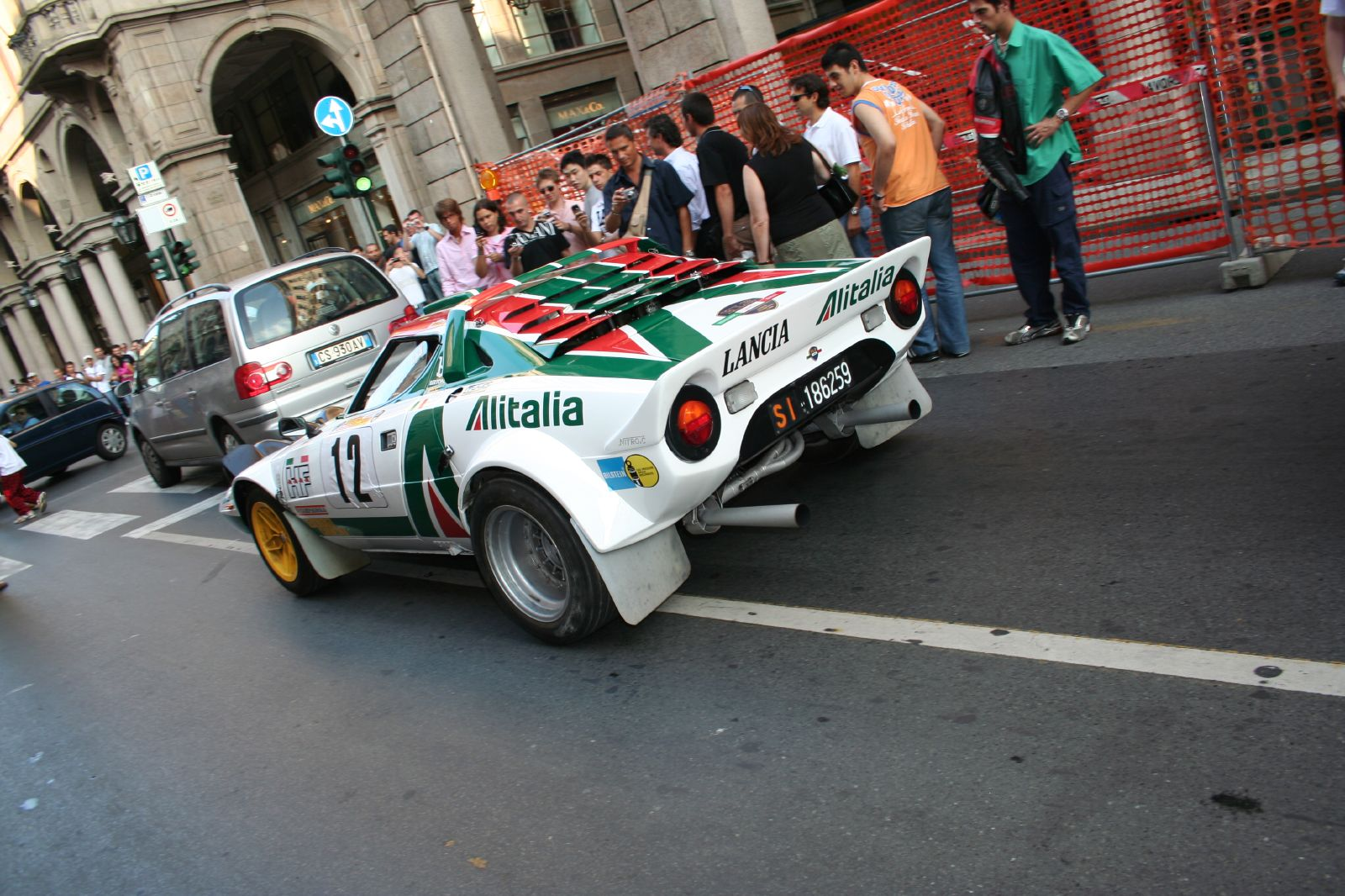
Circulando por las calles de Turín

Para la competición, el motor se subió a 280 CV (276 HP; 206 kW) e incluso hasta 480 CV (473 HP; 353 kW) con turbocompresor, que solamente se permitía en el Grupo 5.
En otoño de 1972, Sandro Munari y Mario Mannucci tomaron la salida en el Rally de Córcega en el segundo Stratos que fue fabricado (el número de chasis de este coche era el A6-14057), teniendo que retirarse de la prueba debido a un fallo en la suspensión trasera, repitiéndose de nuevo esta avería durante el Rally Costa del Sol un mes después.
En abril de 1973, Sandro Munari y Mannucci se hicieron con la victoria en el Rally Firestone, celebrado en Bilbao, España. Un mes después, junto a Jean-Claude Andruet, Munari logró una meritoria segunda plaza en la Targa Florio y, en septiembre de 1973, el Stratos logró otra victoria en el Rally Tour de Francia Automovilístico, de nuevo a los mandos de Munari y Mannucci.
Durante 1974, las victorias del Stratos fueron rápidas y abundantes. Antes de su homologación, el Stratos había logrado el Rally de Sicilia y la Targa Florio, corriendo en la clase prototipo, y durante los días de la homologación, Munari logró la victoria en San Remo. Las siguientes victorias fueron en el Giro d´Italia, Rideau Lakes, el Rally de Córcega, y una tercera plaza en el Rally de Inglaterra, entre otras muchas. Con esas victorias, Lancia logró el Campeonato del Mundo de Rallys del año 74, logro que se repetiría en los años 1975 y 1976.
En enero de 1975, Sandro Murani logró la primera de tres victorias sucesivas en el Rally de Montecarlo. Durante ese mismo año, Björn Waldegård logró la victoria en los Rallys de Suecia y de San Remo, y en el Rally Safari de ese año, Munari logró la segunda plaza y Waldegård la tercera. Sin embargo, el Stratos fue de nuevo incapaz de vencer en el Rally de Inglaterra. Siendo pilotado por Björn Waldegård, el Stratos dejaría ese año una increíble imagen para los espectadores del Rally RAC.
Tras lograr una buena salida, el coche rompió la transmisión, y los mecánicos retiraron la parte trasera del coche para que les resultase más fácil reparar la avería. Por no perder más tiempo, Waldegård no espero a que los mecánicos acoplasen la parte trasera, y volvió de nuevo a la carrera, marcando los mejores tiempos en 40 de los 72 tramos de los que se componía el rally, pero fue descalificado por circular por la vía pública (en uno de los tramos) sin luces traseras, intermitentes traseros ni placa de matrícula.
1976 fue el año más exitoso de la carrera del Lancia Stratos. El Stratos obtuvo para Lancia el Campeonato del Mundo de Rallys por tercera vez consecutiva, obteniendo la primera y la segunda plaza en el Rally de Montecarlo; la primera, segunda, tercera y cuarta plaza en Portugal; la primera posición en Sicilia; primero en el Giro d´Italia; primero en Córcega; y un cuarto puesto en Inglaterra.
Las victorias no solamente llegaron de la mano de los coches oficiales de Lancia, sino que también los equipos privados tuvieron mucho que ver. Uno de los equipos privados con más éxito fue el equipo Chardonnet francés. Su piloto estrella fue Bernard Darniche, quien siguió sumando victorias incluso después de que la fábrica hubiese dejado de fabricar las versiones del Stratos para competición. De hecho, Darniche sería considerado el piloto de Stratos más exitoso de todos los tiempos, con un palmarés de 33 victorias, muchas si se tiene en cuenta que Sandro Munari, piloto oficial de Lancia, tan solo obtuvo 13.
En Inglaterra, el Stratos fue el coche elegido por el equipo Chequered Flag, de Graham Warner, siendo conducido por pilotos como Per-Inge Walfridsson, Billy Coleman, Cahal Curley, Tony Pond y Andy Dawson. Desgraciadamente, el equipo británico sufrió muchas adversidades, incluso un incendio que destruyó completamente el coche durante el Rally de Gales, aunque el coche pudo vencer en el Rally Internacional Mintex Dales pilotado por Andy Dawson.
En 1977, el equipo de competición de Lancia fue unido al equipo de competición de FIAT. La directiva de marketing de FIAT decidió centrar sus esfuerzos en el FIAT 131 más que en el Stratos, y, en 1978, el 131 fue el coche usado en competición casi exclusivamente, aunque el Stratos aun tendría tiempo de obtener la victoria en 13 eventos importantes durante ese año.
En 1979, solamente los equipos privados siguieron compitiendo al volante del Stratos, obteniendo Bernard Darniche la victoria en el Rally de Montecarlo para el equipo Chardonnet. Esa victoria fue la cuarta consecutiva que sumaba el Lancia en aquella prueba.
Solamente la complicidad de la fábrica de Lancia encargada del Stratos, permitió que Markku Alén obtuviese un coche oficial para participar en el RAC británico, y aunque Allen pretendía competir con el Stratos los 3 próximos años, al no conseguir la victoria en el primer año, no fue capaz de seguir involucrando a la marca en aquel proyecto.
En 1981, Lancia muestra su nuevo automóvil del Grupo B, el Lancia 037, y el Stratos pasa a ocupar las páginas de los libros de historia del automóvil, aunque algunos equipos privados siguen compitiendo con Stratos, logrando algunas victorias en Campeonatos Europeos, hasta que su homologación caduca a finales de 1982.
A pesar de que el tiempo durante el cual el Stratos permaneció en producción fue muy corto, su impacto en el mundo del Rally fue altísimo. Fue el primer coche diseñado exclusivamente para rally, seguramente el más hermoso, y lideró el desarrollo de los poderosos coches que formarían parte del Grupo B, de los futuros coches del Grupo S (Grupo que jamás llegá a existir finalmente, por desgracia para los aficionados al rally) y el inspirador directo de los actuales WRC.
En palabras de Cesare Fiorio, quien hizo su sueño realidad: “Con el Stratos hicimos una máquina impresionante, asustando al resto de los fabricantes, de manera que algunos incluso se tuvieron que retirar ante el reinado absoluto de nuestro Lancia”.
Sin ninguna duda, el Stratos más famoso fue el patrocinado por Alitalia. Actualmente, aún es posible comprar un Stratos a través del mundo de los kit car, que fabricantes británicos como Hawk Cars venden bajo el nombre de Hawk HF2000 y HF3000. Derivado del modelo de Hawk existe el AER HFR, de la compañía japonesa Ataka Engineering. En sus modelos, las piezas y componentes de origen italiano son sustituidas por otras de origen japonés.

### Victorias
A continuación una lista de las victorias logradas durante las distintas temporadas de rally:
| Carrera                       | Piloto              | Copiloto            |
| ----------------------------- | ------------------- | ------------------- |
| Rally de San Remo de 1974     | Sandro Munari       | Mario Mannucci      |
| Rally de Rideau Lakes de 1974 | Sandro Munari       | Mario Mannucci      |
| Rally de Córcega de 1974      | Jean-Claude Andruet | Michèle Petit       |
| Rally de Montecarlo de 1975   | Sandro Munari       | Mario Mannucci      |
| Rally de Suecia de 1975       | Björn Waldegård     | Hans Thorszelius    |
| Rally de San Remo de 1975     | Björn Waldegård     | Hans Thorszelius    |
| Rally de Córcega de 1975      | Bernard Darniche    | Alain Mahé          |
| Rally de Montecarlo de 1976   | Sandro Munari       | Silvio Maiga        |
| Rally de Portugal de 1976     | Sandro Munari       | Silvio Maiga        |
| Rally de San Remo de 1976     | Björn Waldegård     | Hans Thorszelius    |
| Rally de Córcega de 1976      | Sandro Munari       | Silvio Maiga        |
| Rally de Montecarlo de 1977   | Sandro Munari       | Silvio Maiga        |
| Rally de San Remo de 1978     | Markku Alén         | Ilkka Kivimäki      |
| Rally RACE de España de 1978  | Tony Carello        | Maurizio Perissinot |
| Rally de Montecarlo de 1979   | Bernard Darniche    | Alain Mahé          |
| Rally de San Remo de 1979     | Antonio Fassina     | Mauro Mannini       |
| Rally de Córcega de 1979      | Bernard Darniche    | Alain Mahé          |
| Rally de Córcega de 1981      | Bernard Darniche    | Alain Mahé          |

## Nuevo Stratos

Nuevo Stratos en el Trento-Bondone de 2018

Vista trasera

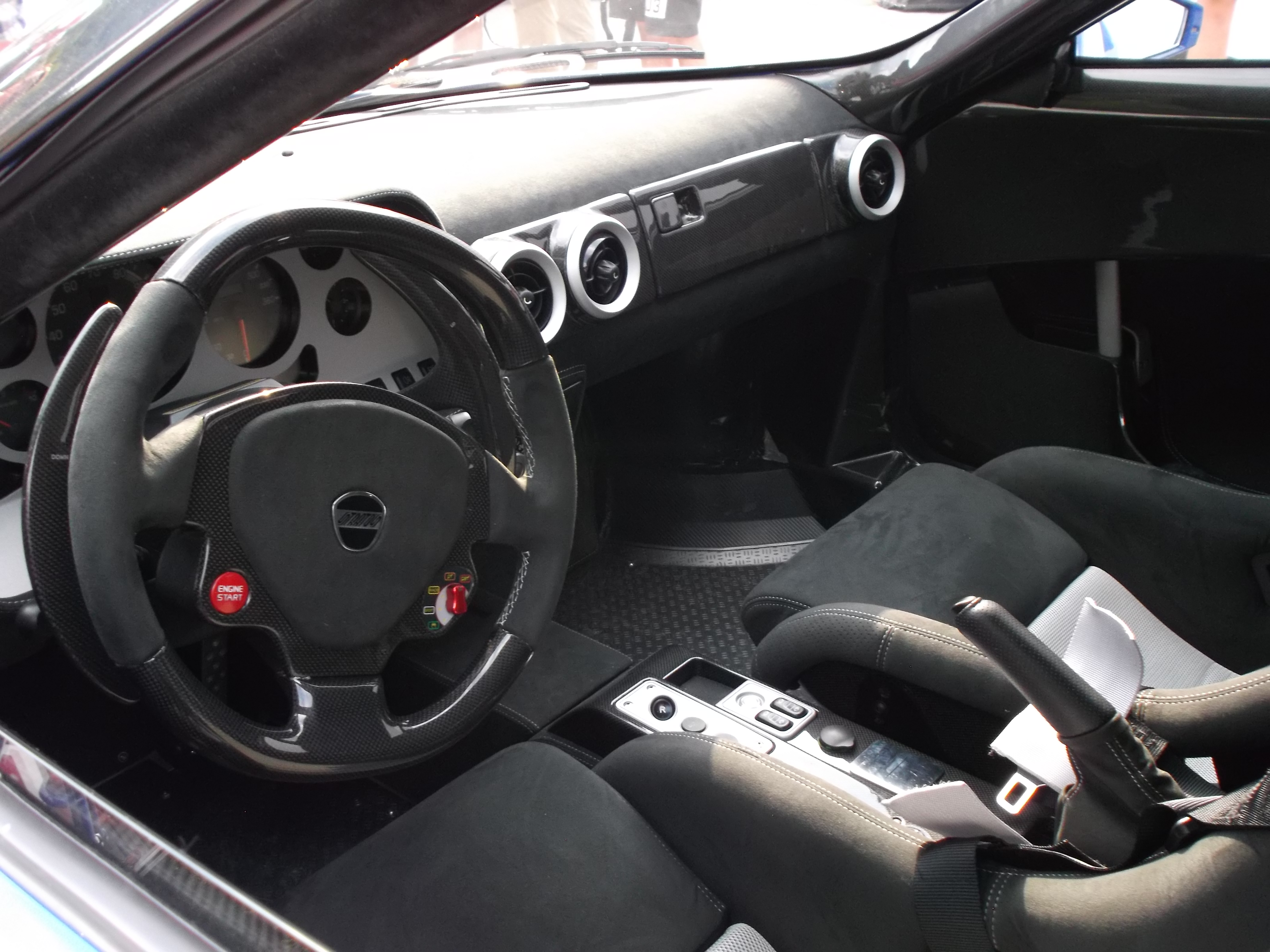
Habitáculo interior

En 2008, el alemán Michael Stoschek encargó a Pininfarina la tarea de reinterpretar al clásico, dándole una vuelta a su diseño para adaptarlo a estos tiempos y empleando como base todo un Ferrari F430.
Con un motor V8 de 4308 cm³ (4,3 L) del F430 y una carrocería 100% de fibra de carbono, el nuevo Stratos conserva detalles del original, como la distancia entre ejes, pero añade unos nada desdeñables 530 CV (523 HP; 390 kW).
El único pero para los nostálgicos es que Ferrari ha decidido dejar morir el proyecto, por lo que lo único que quedará será una unidad que algún afortunado millonario podrá conservar en su garaje.
En un modesto escaparate del Salón del Automóvil de Fráncfort de 2011, alejado del bullicio y la desproporción de los stands de las grandes marcas automovilísticas, se encontraba el New Stratos.
Su capó trasero que engloba buena parte trasera de la carrocería, incluidas defensas y pasos de rueda, hace recordar a los deportivos de rally más radicales y, especialmente, por supuesto al Lancia Stratos.
Su frontal más afilado, sus llantas o sus faros con tecnología LED, añaden elegancia italiana y modernidad.
Mientras tanto y pese a que no vaya a llevarse a producción, seguirá exhibiéndose en diferentes escenarios automovilísticos. De hecho no son pocos los premios que se ha ganado por su diseño y por su arquitectura ligera, tan sólo marca en la báscula 1247 kg (2749 lb) en vacío, un logro teniendo en cuenta que incluso está dotado de jaula de seguridad homologada por la FIA.